# Spilosoma siamensis
Spilosoma siamensis är en fjärilsart som beskrevs av Make. Spilosoma siamensis ingår i släktet Spilosoma och familjen björnspinnare. Inga underarter finns listade i Catalogue of Life.